# 豫南战役
豫南战役亦称豫南作战，是中国抗日战争中发生的战役，新四军与国民革命军亦交战，另新四军歼灭土匪500余人。